# Овстонова палмина цибетка
Chrotogale owstoni је врста сисара из реда звери (Carnivora) и породице цибетки (Viverridae).

## Распрострањење
Врста има станиште у Кини, Лаосу, Вијетнаму и Камбоџи (непотврђено).

## Станиште
Станишта врсте су шуме, планине, бамбусове шуме и речни екосистеми. Врста је присутна на подручју реке Меконг у југоисточној Азији.

## Угроженост
Ова врста се сматра рањивом у погледу угрожености врсте од изумирања.